# Kaga (Ishikawa)
Kaga (加賀市 Kaga-shi?) es una ciudad ubicada en el suroeste de la prefectura de Ishikawa, Japón. A 1  de marzo de  2018, la ciudad tenía una población estimada de 67.793 en 29054 hogares, y una densidad de población de 290 personas por km². El área total de la ciudad era de 305,87 kilómetros cuadrados (118,1 mi²).

## Demografía
Según los datos del censo japonés, la población de Kaga se ha mantenido estable en los últimos 40 años. 
| Año del censo | Población |
| ------------- | --------- |
| 1970          | 69,664    |
| 1980          | 77,335    |
| 1990          | 80,714    |
| 2000          | 79,653    |
| 2010          | 71,887    |

## Clima
Kaga tiene un clima continental húmedo (Köppen Cfa) caracterizado por veranos suaves e inviernos fríos con fuertes nevadas. La temperatura media anual en Kaga es de 14.2   ° C. La precipitación media anual es de 2499   mm con septiembre como el mes más lluvioso. Las temperaturas son más altas en promedio en agosto, alrededor de 26.8   ° C, y el más bajo en enero, alrededor de 2.8   ° C.

## Ciudades hermanadas
- Dundas, Ontario, Canadá, desde 1968
- Tainan, Taiwán, friendship city